# Artjom (stad)
Artjom (Russisch: Артём) is een stad in de Russische kraj Primorje, gelegen in het noordelijke deel van het Moeravjov-Amoerskischiereiland in het zuiden van het Russische Verre Oosten.

## Uitzicht
Artjom is een aaneenschakeling van kleinere nederzettingen die parallel liggen met de Vladivostok-Nachodkasnelweg op 53 kilometer ten noordoosten van Vladivostok. De stad bestaat grotendeels uit een, twee en vijf verdiepingen tellende stenen huizen en een even groot deel houten privéwoningen.

## Geschiedenis

### Mijnbouw
In 1898 werd begonnen met steenkolenmijnbouw in het gebied door het Oessoerisch vriendschapsverband AD. Startsev i kompania. Dit bedrijf verwisselde verschillende malen van eigenaar en werd over de jaren uitgebreid met meerdere mijnen op verschillende locaties. De mijnbouw ontwikkelde zich snel, hetgeen mede te danken was aan goedkope koelies (in Mantsjoerije, waar toen grote armoede en honger heerste) en het feit dat de kolen zich vlak onder de oppervlakte bevonden. Deze mijnen vormden het begin van de later stad Artjom. In 1923 werden de mijnen genationaliseerd door de Sovjets. De mijnen en bruinkoolertslaag werden Zyboenni ("drijvend moeras") genoemd, naar de moerassige bodem waarop ze stonden.

### Ontstaan en groei van Artjom
In 1924 werden de mijnen hersteld van de schade die werd opgelopen tijdens de Russische Burgeroorlog en werd de bestaande mijnbouwnederzetting vernoemd naar de bekende revolutionair Artjom (Fjodor Sergejev). De sovjetautoriteiten beschouwden de regio rond Artjom vanaf het begin als een belangrijk steenkoolgebied en staken dan ook veel geld in de bouw en technische uitrusting van de mijnen om te voldoen aan de grote vraag naar kolen voor de opkomende industrialisatie. Al snel kwamen veel nieuwe inwoners vanuit onder andere Oekraïne, Wit-Rusland, Orjol, Tatarstan, de Kaukasus en Centraal-Azië naar de plaats. In 1922 woonden er 3.000 mensen, in 1926 iets meer dan 4.000 en in 1928 al 6.000.
Op 26 oktober 1938 kreeg Artjom de status van stad en een jaar later had de stad al bijna 35.000 inwoners. Op 5 februari 1943 werden de arbeidersnederzettingen Oeglovoje en Troedovoje onderdeel van de stad en later werden de grenzen van de stad verder uitgebreid en werden ook de dorpen Knevitsji, Krolevtsy, Soepazjevka en Sjevelevka onderdeel van de stad.

### Groei van de mijnbouw
In de Tweede Wereldoorlog vertrokken veel mannen naar het front en werden veel vrouwen ingezet bij het draaiende houden van de mijnen, die in oorlogstijd nog in productie toenamen. In 1958 was door nieuwe investeringen in nieuwe technologie de productie gestegen tot meer dan het 25-voudige van wat er in 1917 werd geproduceerd. Vooral tijdens het 8e vijfjarenplan (1965-1970) werd de productie van de economische sectoren sterk opgevoerd. In de mijnbouw werkten aan het einde van 1970 53 kombinaten en over de voorgaande 5 jaar was 15.636 ton steenkool gedolven.
In de jaren 70 en 80 werden meer economische relaties aangeknoopt met omliggende steden en regio's in de kraj.

### Bestuurlijke hervormingen
In 2004 vonden een aantal bestuurlijke hervormingen plaats, waarbij de nederzettingen met stedelijk karakter Oeglovoje (12.732 inwoners in 2002), Zavodskoj (15.228) en Artjomovski (9.728) onderdeel werden van het stedelijk district Artjom en het aantal inwoners van het stedelijk district Artjom daardoor samen met de dorpen Knevitsji (4.717), Krolevtsy, Jasnoje, Soerazjevka en Oleni naar ongeveer 110.000 steeg en de formele stad zelf (de stad zonder de dorpen eromheen) naar bijna 102.000.

## Economie
Ruim de helft van de beroepsbevolking is werkzaam in de productiesector. Artjom heeft 29 industriële ondernemingen waarvan de helft in privé-handen is. Er wordt onder meer meubliair voor de Chinese markt gemaakt. De bedrijven die het meest mensen tewerkstellen zijn het Mijnbouwbestuur van Primorje (3500 mensen) en de meubelfabriek Artjom-Mebel (1100 werknemers). Er zijn vijftien joint ventures geregistreerd in Artjom. Kolenmijnbouw, een industrie zonder toekomst, is altijd de basis van de lokale economie geweest. Vandaag zijn de voorraden echter bijna uitgeput. De toekomst zal wellicht meer op transport gericht zijn.
De internationale luchthaven Vladivostok ligt in buurt van Artjom. Het grootste spoorwegenkruispunt van de regio ligt er eveneens. Jaarlijks passeert er 12 miljoen ton goederen naar Vladivostok en 24 miljoen ton naar Nachodka. In 1994 verwerkte de luchthaven een half miljoen passagiers, waarmee ze echter slechts 28% van haar capaciteit gebruikte.
In de buurt van de stad ligt de waterkrachtcentrale Artjomskaja.

## Demografie
| 34.900                                                                   | 55.100 | 61.400 | 68.500 | 68.887 | 64.145* |
| * in 2002 samen met Oeglovoje, Zavodskoj en Artjomovski 101.833 inwoners |        |        |        |        |         |

## Onderwijs
In Artjom bevinden zich een fileaal van de Staats-Technische Universiteit van het Verre Oosten en een fileaal van de Staatsuniversiteit van het Verre Oosten.

## Trivia
- De dag van de stad valt jaarlijks op de laatste zondag van augustus

Bestuurlijk centrum: Vladivostok

Arsenjev · Artjom · Bolsjoj Kamen · Dalnegorsk · Dalneretsjensk · Fokino · Lesozavodsk · Nachodka · Partizansk · Spassk-Dalni · Oessoeriejsk